# Pirmin Schwegler
Pirmin Schwegler (Ettiswil, 9 de marzo de 1987) es un exfutbolista suizo que jugaba de centrocampista.
Se retiró al término de la temporada 2019-20 anotando un gol en el último partido de su carrera.
Es hermano del también futbolista Christian Schwegler.

## Selección nacional

### Participaciones en Copas del Mundo
| Mundial                               | Sede         | Resultado      |
| ------------------------------------- | ------------ | -------------- |
| Copa Mundial de Fútbol Sub-20 de 2005 | Países Bajos | Fase de grupos |
| Copa Mundial de Fútbol de 2010        | Sudáfrica    | Fase de grupos |

## Clubes
| Club                           | País      | Año       |
| ------------------------------ | --------- | --------- |
| F. C. Lucerna                  | Suiza     | 2003-2005 |
| B. S. C. Young Boys            | Suiza     | 2005-2006 |
| Bayer 04 Leverkusen            | Alemania  | 2006-2009 |
| Eintracht Frankfurt            | Alemania  | 2009-2014 |
| TSG 1899 Hoffenheim            | Alemania  | 2014-2017 |
| Hannover 96                    | Alemania  | 2017-2019 |
| Western Sydney Wanderers F. C. | Australia | 2019-2020 |